# Kathryn Findlay

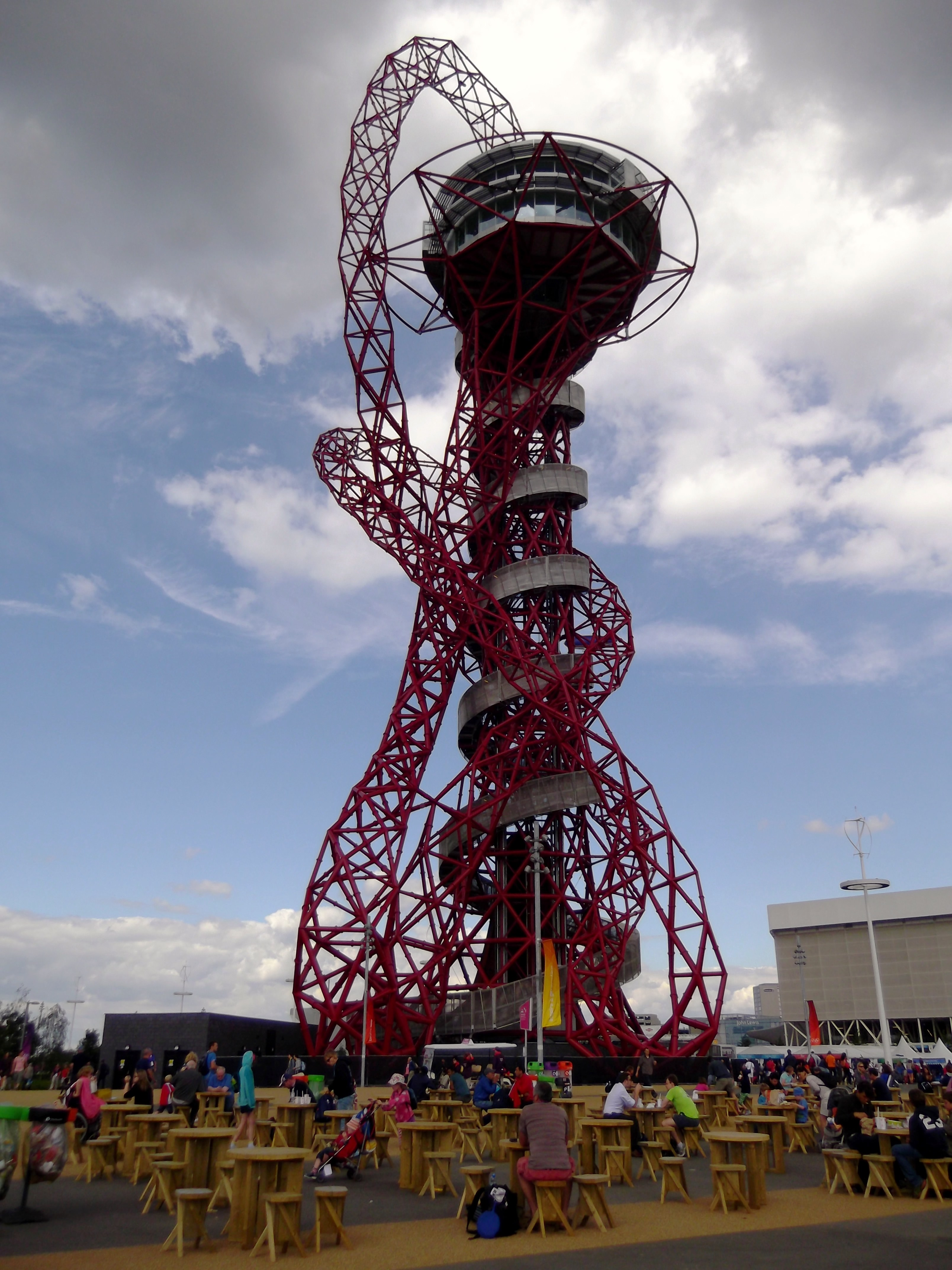
ArcelorMittal Orbit

Kathryn Findlay (Forfar, 26 de enero de 1953 - Londres, 10 de enero de 2014) fue una arquitecta británica que trabajó en Japón.
Cotitular del estudio Ushida Findlay junto a Eisaku Ushida, dejó una obra caracterizada por un espíritu lúdico, atravesada tanto por el respeto a la tradición como por una búsqueda experimental.

## Primeros años
Nacida en Forfar (Escocia) y formada en la emblemática Architectural Association de Londres, fue discípula de Peter Cook (fundador del Grupo Archigram) y de Leon van Schaik, quienes inspiraron en ella la idea de pensar el espacio como un bloque sólido, pasible de ser moldeado desde el centro hacia la periferia. En 1979 viajó a Japón para trabajar en el estudio de Arata Isozaki. Fue allí donde conoció a Eisaku Ushida, con quien se casó en 1983 y formó el estudio Ushida Findlay tres años después.

## Trayectoria
A la hora de describir su forma de proyectar, Findlay solía usar la imagen de un gusano que va comiéndose una manzana, esculpiendo el espacio desde adentro hacia afuera, en vez de la forma tradicional de pensar un edificio, materializándose desde el exterior hacia el interior. “La forma es el resultado del espacio y de los movimientos internos”, era su explicación. Trabajaba sobre la base de maquetas y bosquejos hechos a manos, con los cuales encaraba un extenso proceso de prueba y error hasta finalmente lograr lo que buscaba. Es notable en ese sentido la Casa de Paredes Entramadas (Tokio, 1993), donde trabajó con curvas y una idea de espacio fluido y dinámico, todo hecho en hormigón, cuando el software paramétrico aún estaba lejos de ser una tecnología al alcance de todos. La Casa Suave y Peluda (Tsukuba, 1994) (llamada así por la admiración del cliente por Salvador Dalí, quien había vaticinado que la arquitectura del futuro sería “suave y peluda”) se erige como una pieza orgánica, hecho con paredes ligeramente irregulares que dan la impresión de haber “surgido” naturalmente desde el suelo. La vivienda se organiza en torno a un patio descubierto, donde un volumen azul rompe la regularidad sobre uno de los vértices, en una suerte de cruza entre la ciencia ficción y la naturaleza. La cubierta funciona a su vez como una gran terraza verde.
A lo largo de los 20 años que vivió en Japón forjó una obra con un fuerte sello personal, mientras que en el campo de la docencia, fue la primera mujer en ser nombrada Profesora Asociada del Departamento de Arquitectura de la Universidad de Tokio, además de ser el primer extranjero, hombre o mujer, en enseñar en ese establecimiento desde la Era Meiji (1868-1912).
En 1999 regresó a Inglaterra tras separarse de Ushida. Hizo el Museo y Tienda para los Teletubies (Startford-upon Avon, 2003) y la Casa de la Pileta 2 (Chiltern, Reino Unido, 2009). En esta obra, que fue concebida como una edificación que debía enlazar dos construcciones existentes, Findlay trabajó con una estética que podría definirse de alguna manera como un rústico high-tech: mientras que el cerramiento vertical es una gran superficie vidriada, para el techo se hizo una cubierta vegetal. Tal vez su obra más conocida sea la torre ArcelorMittal Orbit en el Parque Olímpico de Londres (2012), que hizo junto con el artista Anish Kapoor. Si bien el diseño original es de Kapoor y Cecil Balmond, Ushida Findlay Architects fue contratado para realizar todos los elementos arquitectónicos que componen la estructura, y a su vez estuvo a cargo de la escalera helicoidal metálica, que envuelve a la escultura mientras va ascendiendo hasta el mirador en el punto más alto de la torre. 

## Reconocimientos
Solo un par de horas antes de conocerse la noticia del fallecimiento de la arquitecta británica Kathryn Findlay, el 10 de enero de 2014, se supo que le había sido otorgada la edición 2014 del Premio Jane Drew por su “aporte fundamental al mejoramiento de las mujeres dentro del campo de la arquitectura”. El galardón reconocía así el trabajo de una de las arquitectas más singulares de su generación, dueña de una obra donde lo terrenal parecía fusionarse con lo hi-tech, cabalgando al mismo tiempo entre lo primitivo y lo futurista.